# نخل الآساي

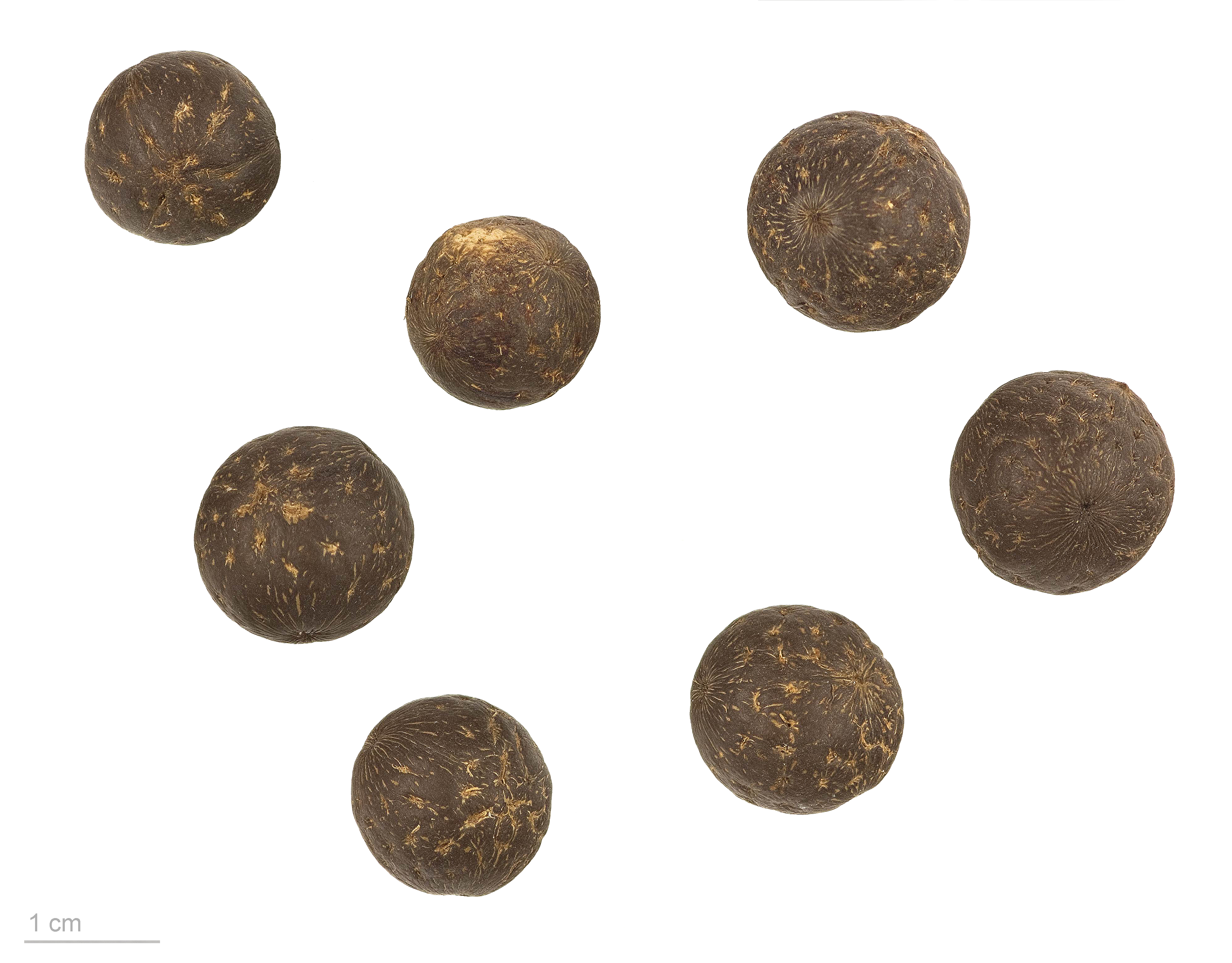
Euterpe oleracea

نخلة الآساي (الاسم العلمي: Euterpe oleracea) (بالبرتغالية: Açaí‏) وهي أحد فصائل الفوفلية من جنس الإيتيرب ، المزروعة لفاكهتها ولقلب النخلة العلوي. فصيلة نخل الآساي يُدعى عادة نخلة الآساي، بعد تبني الأوروبيون الكلمة التيبية إيواساي "ïwasa'i " «(الفاكهة التي) تبكي أو تقذف ماءً» الطلب العالمي على الثمرة توسع بشكل سريع في السنوات الأخيرة، والآن يزرع الآساي لهذا الغرض في المقام الأول. فإن أقرب الأنواع صلة هو إيترب إدوليس (جاكارا) " Euterpe edulis (juçara)" وغالبا ما يستخدم لقلوب النخلة.

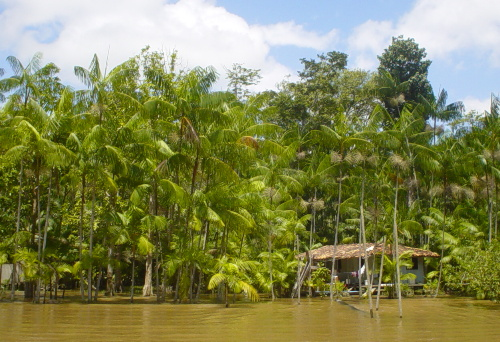
بستان من أشجار نخيل الآساي في البرازيل

## معرض صور

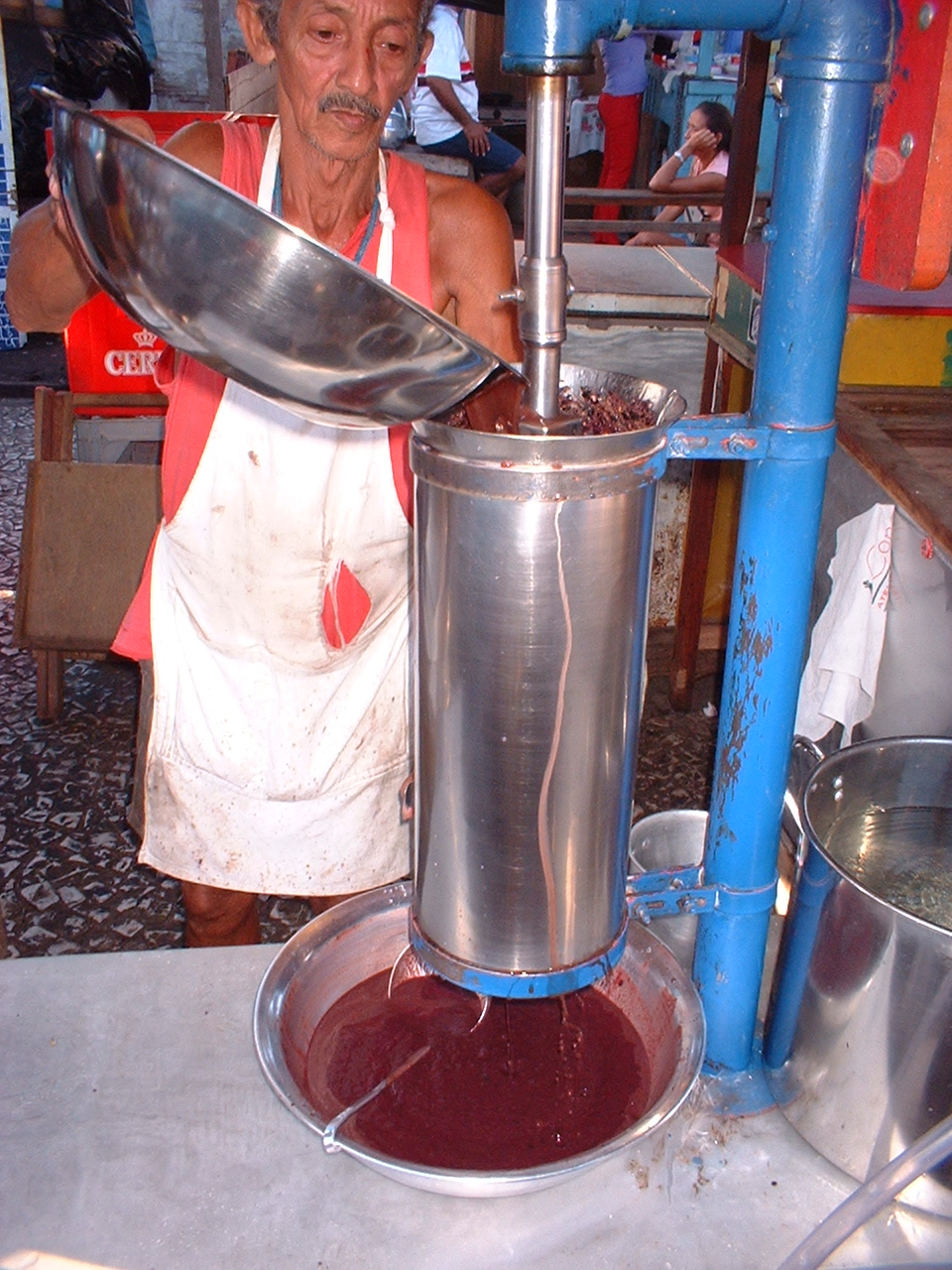
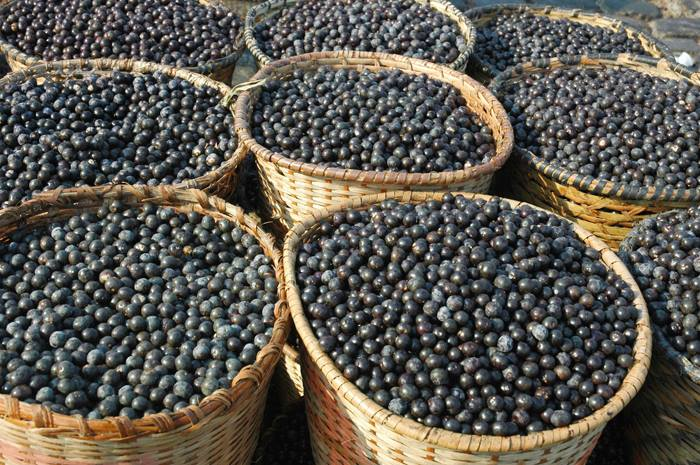
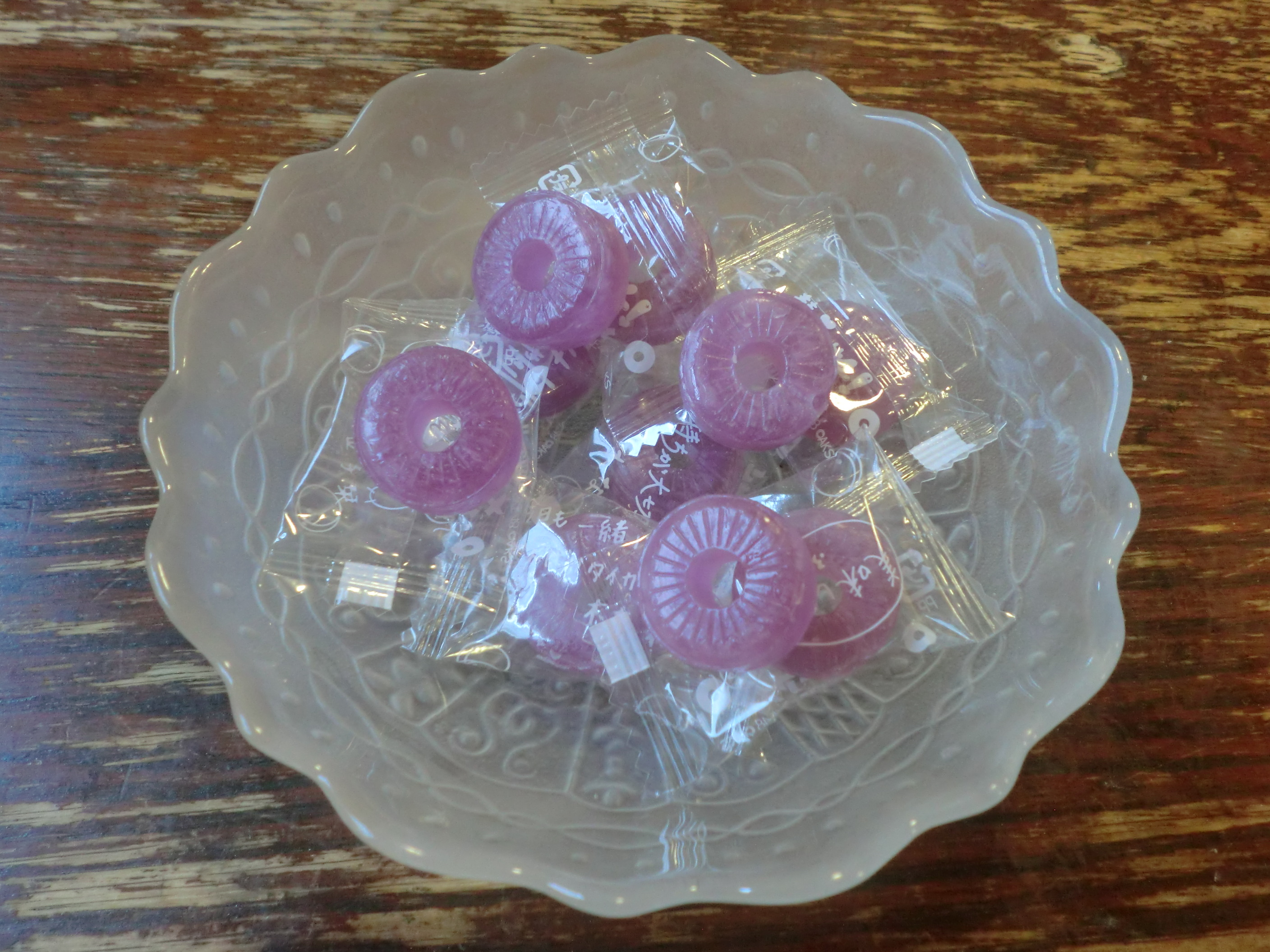